# Władysław Potocki (1903–1973)
Władysław Kalikst Potocki herbu Złota Pilawa (ur. 14 października 1903 r. w Chrząstowie, zm. 21 października 1973 r. w Stanach Zjednoczonych) – polski arystokrata i przedsiębiorca.

## Życiorys
W latach 1911–1914 pobierał naukę w benedyktyńskiej Downside School w Stratton-on-the-Fosse, w Wielkiej Brytanii. W latach 1916–1921 był uczniem Gimnazjum im. św. Stanisława Kostki w Warszawie. W latach 1923–1925 studiował w École nationale des eaux et forêts (Nancy, Francja). Później przez rok odbywał praktyki w lasach w Stężarzycach koło Uściługa, a następnie – służbę wojskową w 14 Pułku Ułanów.
W latach 30. prowadził majątek ziemski; założył także związek plantatorów tytoniu. W 1934 r. został pracownikiem Departamentu Morskiego Ministerstwa Przemysłu i Handlu.
W 1935 r. zamieszkał w Gdyni i został udziałowcem Towarzystwa Bergenske, pełniąc funkcję wicedyrektora tej firmy.
W 1938 r. był współzałożycielem przedsiębiorstw Bałtycka Spółka Okrętowa oraz Towarzystwo Połowów Dalekomorskich „Korab”. Zasiadał także w radzie nadzorczej Morskich Zakładów Rybnych; ponadto był udziałowcem spółki Sebascotton Import Bawełny. W 1939 r. został wydelegowany przez Ministerstwo Przemysłu i Handlu do Szwecji w celu zorganizowania tranzytu dostaw do Polski na wypadek wojny.
W marcu 1940 r. wyjechał wraz z rodziną do Francji, skąd został oddelegowany do Komitetu Transportowego w Londynie.
Brał udział we francuskim ruchu oporu w ramach polskiej służby wywiadowczej, organizował i finansował tajną gazetę. W 1943 r. wyjechał do Szwajcarii i został przydzielony do Poselstwa RP w Bernie.
W 1944 r. był jednym ze współzałożycieli spółki rybołówczej pod nazwą The Nordic Fishing Co. Ltd., której celem działania była eksploatacja statków rybackich w oparciu o porty brytyjskie.
Po wojnie wraz z Wojciechem Mańkowskim, Wiktorem Niemcem i Juliuszem Tarnowskim zakupił w Tulonie statek handlowy o pojemności ok. 100 ton brutto; otrzymał on nazwę „Pomanita” (utworzoną od pierwszych liter nazwisk właścicieli).
W kolejnych latach pracował w Maroku, Meksyku i Stanach Zjednoczonych, gdzie zmarł tragicznie w wypadku. Spoczywa na cmentarzu Mount Olivet koło Waszyngtonu.

## Odznaczenia
- Srebrny Krzyż Zasługi z Mieczami[1]
- Krzyż Wojenny 1939–1945 z gwiazdą srebrną[1]
- Krzyż Wojenny 1939–1945 z gwiazdą złotą[1]
- Medal Wdzięczności Francuskiej[1]